# Убийство-самоубийство
Убийство-самоубийство е съвместяване на убийство и самоубийство: човек убива човек или хора, след което или заедно с което се самоубива.
Частен случай представляват саможертвеното нападение по време на военни действия (камикадзе, таран – с удар чрез стълкновение) и самоубийственият терористичен акт.
Според изследвания има 2 основни причини, поради които се извършва убийство-самоубийство (в масовите случаи):
- нежелание на самоубиеца да умира сам;
- безизходност на убиеца (страх от наказание, нежелание да живее) след извършено убийство[1].

Този краен акт обикновено е предшестван от продължителен период на загуба на интерес към живота и депресия или от силен емоционален удар, свързан най-често с лични проблеми като загуба на добра работа или скъпи хора – поради развод, смърт и пр.
Поради убийства-самоубийства в САЩ годишно умират от 1000 до 1500 души при общо 38 000 самоубийства и 16 000 убийства.
Жертви стават главно (89 %) членове на семейството или други близки на извършителя. Останалите жертви са негови началници, лични врагове и др. Установено е че 92 % от извършителите на убийство-самоубийство са мъже. Извършва се в 90 % от случаите с помощта на огнестрелно оръжие.